# Derek Yates
Derek Justin Yates (* 12. Dezember 1983 in Chattanooga, Tennessee) ist ein US-amerikanischer Schauspieler und Model.

## Leben
Yates wurde am 12. Dezember 1983 in Chattanooga geboren. Er debütierte 2013 im Kurzfilm The Last Hit als Filmschauspieler. 2014 stellte er in zwei Episoden der Fernsehdokuserie Tatort Sumpf die Rolle des Jay Fisher dar. Einem breiten Publikum wurde er im selben Jahr durch seinen Auftritt in einer Folge der Sitcom The Ellen Show bekannt. Es folgten in den nächsten Jahren Episodenrollen in den Fernsehserien Hindsight, Primetime: What Would You Do?, Being Mary Jane sowie die wiederkehrende Rolle des Adam in Just Living: The Web-Series. 2019 gab er sein Spielfilmdebüt in The Locksmith, im Folgejahr war er im Fernsehfilm The Party Planner zu sehen. Nach Episodenrollen in den Fernsehserien General Hospital, CSI: Vegas oder auch S.W.A.T. stellte er 2022 die größere Rolle des Jackson Stone im The-Asylum-Mockbuster Titanic 666 dar. 2023 war er als Episodendarsteller in den Fernsehserien The Rookie: Feds, How I Met Your Father und The Upshaws zu sehen. 2023 spielte er im Film Christmas Ringer als Tay Evans mit.
Als Model war er unter anderen für das Modeunternehmen Abercrombie & Fitch sowie für das Kaffee-Einzelhandelsunternehmen Caribou Coffee tätig.

## Filmografie (Auswahl)
- 2013: The Last Hit (Kurzfilm)
- 2014: Tatort Sumpf (Swamp Murders, Fernsehdokuserie, 2 Episoden)
- 2015: Hindsight (Fernsehserie, Episode 1x03)
- 2016: Primetime: What Would You Do? (Fernsehserie, Episode 11x07)
- 2017: Being Mary Jane (Fernsehserie, Episode 4x06)
- 2017: Just Living: The Web-Series (Fernsehserie, 4 Episoden)
- 2019: The Locksmith
- 2020: The Party Planner (Fernsehfilm)
- 2021: General Hospital (Fernsehserie, Episode 1x14764)
- 2021: First Wives Club (Fernsehserie, Episode 2x03)
- 2021: Rebels of WW II (The Rebels of PT-218)
- 2021: Breast Cancer Bucket List (Fernsehfilm)
- 2021: CSI: Vegas (Fernsehserie, Episode 1x02)
- 2022: Minx (Fernsehserie, Episode 1x04)
- 2022: S.W.A.T. (Fernsehserie, Episode 5x15)
- 2022: Titanic 666
- 2022: Tales (Fernsehserie, Episode 3x08)
- 2023: The Rookie: Feds (Fernsehserie, Episode 1x12)
- 2023: How I Met Your Father (Fernsehserie, Episode 2x03)
- 2023: The Upshaws (Fernsehserie, Episode 3x01)
- 2023: Christmas Ringer

## Theater (Auswahl)
- Hairspray, Chattanooga Theatre Center
- Sound of Music, Sunnyside-Up Drama
- A Night To Remember, Mosaic